# سرفساید (فلوریدا)
سرفساید (به انگلیسی: Surfside) شهرکی در شهرستان میامی-دید ایالت فلوریدا است که در سال ۱۹۳۵ بنیان‌گذاری شده‌است. این شهرک طبق سرشماری سال ۲۰۱۰ میلادی، ۵٬۷۴۴ نفر جمعیت داشته و مساحت آن نیز ۲٫۵ کیلومتر مربع است.